# Emblyna saylori
Emblyna saylori är en spindelart som först beskrevs av Chamberlin och Ivie 1941.  Emblyna saylori ingår i släktet Emblyna och familjen kardarspindlar. Inga underarter finns listade i Catalogue of Life.